# Polyplectropus irroratus
Polyplectropus irroratus är en nattsländeart som beskrevs av Banks 1931. Polyplectropus irroratus ingår i släktet Polyplectropus och familjen fångstnätnattsländor. Inga underarter finns listade i Catalogue of Life.